# Eitoku (cràter)
Eitoku és un cràter d'impacte en el planeta Mercuri de 101 km de diàmetre. Porta el nom del pintor japonès Kano Eitoku (1543-1590), i el seu nom va ser aprovat per la Unió Astronòmica Internacional el 1976.